# The Great Automatic Grammatizator
The Great Automatic Grammatizator (literalment en català "El gran gramatitzador automàtic"), publicat als EUA amb el títol The Umbrella Man and Other Stories (literalment en català "L'home del paraigua i altres contes"), és un recull de contes breus que va escriure l'autor britànic Roald Dahl. Els contes, adreçats al públic juvenil, es van extreure de les obres de Dahl destinades al públic adult. Tots els contes que s'hi inclouen es van publicar originàriament en algun altre llibre; les fonts es mostren a continuació. Els contes, exceptuant el relat bèl·lic Katina, tenen un sentit de l'humor inexpressiu, irònic, estrambòtic o fins i tot macabre i acostumen a acabar amb girs inesperats en l'argument.

## Els contes
- The Great Automatic Grammatizator ("El Gran gramatitzador automàtic"), extret de Someone Like You ("Algú com tu"): Un home de ment quadrada creu que les regles que regeixen la gramàtica estan fixades a certs principis que són gairebé matemàtics. Aprofitant aquesta idea, és capaç de crear una màquina enorme que sap escriure novel·les capaces de guanyar el primer premi en uns quinze minuts. El conte acaba d'una manera aterridora, ja que cada cop més i més escriptors es veuen obligats a registrar els seus noms, a més de tota l'esperança de creativitat humana, a la màquina.[3]
- Mrs. Bixby and the Colonel's Coat ("La Sra. Bixby i l'abric del coronel"), extret de Kiss Kiss ("Mua, Mua"): La Sra. Bixby enganya el seu marit dentista amb un coronel ric i elegant. Quan s'acaba la relació, el coronel ofereix a la Sra. Bixby un abric de visó car i preciós. En un intent de trobar una explicació convincent que justifiqui l'adquisició de l'abric, la Sra. Bixby s'empesca una mentida molt elaborada amb l'ajuda d'una casa de préstecs. No obstant això, el marit s'assabenta de l'estratagema i dona la volta a la situació.
- The Butler ("El majordom"), extret de More Tales of the Unexpected ("Més històries imprevistes"): Una parella rica i odiosa contracta un majordom i un cuiner per impressionar els convidats. El majordom recomana al marit que compri vins cars per complaure els convidats, i l'home cegament posa en pràctica la idea. El majordom i el cuiner recullen les recompenses d'aquesta idea, mentre fan que l'"elegant" parella quedi en ridícul.
- Man from the South ("L'home del Sud"), extret de Someone Like You ("Algú com tu"): En un complex turístic costaner a Jamaica, un home vell i estrany fa una aposta amb un jove nord-americà. Si l'encenedor del jove s'encén deu vegades seguides, el nord-americà guanyarà un Cadillac nou de trinca, però si no guanya perdrà el dit petit de la mà dreta. El noi accepta l'aposta i, quan només queden un parell de vegades, una dona, que coneix de primera mà les apostes de l'home vell, entra a escena i atura aquesta bogeria.
- The Landlady ("La propietària"), extret de Kiss Kiss ("Mua, Mua"): Un noi viatja a Londres per negocis i en un punt del seu recorregut fa una pausa a un Bed and Breakfast on la propietària, una mica extravagant, li dona una benvinguda de manera neguitosa. L'estat de la casa i el fet que només s'hi han allotjat dos nois, confon i espanta el noi. Al final, el noi i la propietària, qui practica l'estranya afició de la taxidèrmia, comparteixen una tassa de té amb gust d'ametlles amargues, i ella somriu subtilment i observa el que podria ser el seu últim projecte de dissecació.
- Parson's Pleasure ("El plaer del clergue"), extret de Kiss Kiss ("Mua, Mua"): Un home descobreix un moble dissenyat per Thomas Chippendale molt estrany a la granja d'uns ramaders grollers. Desesperadament, intenta comprar la peça per molt pocs diners amb l'esperança de vendre-la en una subhasta per una suma molt elevada. Al final sí que aconsegueix comprar la peça, però després els ramaders la destrossen mentre intenten ficar-la dins el cotxe.
- The Umbrella Man ("L'home del paraigua") extret de More Tales of the Unexpected ("Més històries imprevistes"): Una mare i la seva filla coneixen un home vell molt educat en una cantonada, el qual els ofereix un paraigua de seda preciós a canvi d'una lliura. Un cop acaben la compra, la filla s'adona que el vell d'aspecte feble de sobte pot córrer. El segueixen i descobreixen que el senyor és en realitat un estafador llest que es dedica a visitar diferents pubs, prendre alguna cosa per beure i aleshores robar un paraigua per vendre'l a algú altre i continuar amb el negoci.
- Katina', extret de Over to You: Ten Stories of Flyers and Flying ("Sobre tu: Deu històries sobre aviadors i sobre el vol"): Un grup de pilots de la destinats a Grècia durant la Segona Guerra Mundial descobreixen una noia de bellesa inquietant, la família de la qual "se n'havia anat a l'altre barri", que es converteix en la mascota no oficial de l'esquadró. Al final, la seva fràgil vida s'esfuma quan afronta amb aire desafiant una pluja de bales que provenen dels avions nazis movent els punys cap al cel.
- The Way Up to Heaven', ("El camí cap al cel"), extret de Kiss Kiss ("Mua, Mua"): La senyora Foster pateix d'una fòbia crònica a arribar tard. El seu marit sembla que gaudeix d'aquesta afició tan cruel de fer-la arribar tard, només per veure com ella s'enfada. Un dia que la senyora Foster ha d'agafar un vol cap a París per visitar els nets, el marit fa servir la trampa habitual. Però així que la senyora Foster s'afanya a tornar a casa, sent un soroll estrany, i llavors decideix fer mitja volta i anar cap al taxi. No és fins al moment en què la senyora Foster torna a casa i truca a un home perquè "arregli l'ascensor", el qual havia quedat encallat entre dues plantes, quan els lectors descobreixen el destí del senyor Foster.
- Royal Jelly ("Gelea reial"), extret de Kiss Kiss ("'Mua, Mua")': Uns pares primerencs estan preocupats per la vida de la seva filla, la qual té un pes molt baix. El pare, que és apicultor, recorda haver sentit parlar de la miraculosa gelea reial, que les abelles utilitzen per transformar una larva en una abella reina. El pare afegeix la gelea als biberons de la seva filla i això fa que la nena guanyi pes a una velocitat impressionant. La mare té la sensació que passa alguna cosa, i aleshores el marit no només li confessa el que ha fet amb els biberons, sinó que durant mesos ell també en va prendre molta per intentar curar la seva impotència. La gelea reial va fer efecte, però un dels estranys efectes secundaris és la metamorfosi inquietant que pateixen tant el pare com la filla.
- Vengeance is Mine Inc. ("La venjança és meva, S.A."), extret de More Tales of the Unexpected ("Més històries imprevistes"): Dos germans que van malament de diners planyen el seu destí a l'hora d'esmorzar mentre llegeixen una columna de societat d'un diari. Quan la llegeixen, organitzen un pla per venjar-se dels escriptors cruels del diari a canvi de diners de clients acabalats. El poc convencional pla funciona i els germans s'omplen les butxaques amb el botí del seu pla.
- Taste ("Gust"), extret de Someone Like You ("Algú com tu"): Un home ric que té una filla jove i bonica organitza un sopar i hi convida un enòleg famós. Quan l'home ric presumeix de tenir un vi que l'expert no podrà identificar, les apostes comencen a pujar: si l'expert endevina la procedència del vi, guanyarà la filla! Després d'un muntatge preparat, l'expert ho endevina. Tot i això, la minyona de la família entra en escena i aconsegueix demostrar que l'expert ha fet trampes, i per tant, salva la noia.
- Neck ("Coll"), extret de Someone Like You ("Algú com tu"): Un hereu d'un diari, Lord Turton, es troba de sobte promès amb la voluptuosa i controladora Lady Turton. L'hereu perd completament el control de la seva vida, i només el seu majordom de confiança i els seus amics s'adonen del mal tràngol que passa pel control de Lady Turton. Tot i això, en un viatge l'hereu troba l'oportunitat perfecta per participar en una venjança contra la seva perversa dona. Quan el cap de la seva dona es queda atrapat en una escultura, Lord Turton decideix utilitzar una serra esmolada per "alliberar-la".[4]